# 1970年バスケットボール女子アジア選手権
1970年バスケットボール女子アジア選手権（The 3rd Basketball Asia Championship for Women）は、マレーシアのクアラルンプールで開催された第3回バスケットボールアジア女子選手権。10月30日から11月10日までの期間で開催された。
日本が初優勝を果たし、韓国の連覇を「2」で止めた。

## 最終結果
| 順位 | 国           |
| ---- | ------------ |
| 1    | 日本         |
| 2    | 韓国         |
| 3    | 台湾         |
| 4    | マレーシア   |
| 5    | インドネシア |
| 6    | タイ         |
| 7    | シンガポール |
| 8    | 香港         |
| 9    | ベトナム     |
| 10   | インド       |